# Nasy
Nasy (niem. Nassen) – osada w Polsce położona w województwie warmińsko-mazurskim, w powiecie olsztyńskim, w gminie Biskupiec. Osada znajduje się w historycznym regionie Warmia. W latach 1975–1998 miejscowość należała administracyjnie do województwa olsztyńskiego.
Miejscowość położona nad jeziorem Dadaj.